# 북지나 방면군
북지나 방면군(北支那方面軍 기타시나 호멘군[*])은 중일 전쟁에 참가하여 베이징에 본부를 두고 화베이 지역에서 작전 등의 활동을 하던 일본 제국 육군의 방면군이다.
중일 전쟁이 발발한 1937년 8월 31일에 지나 주둔군이 제1군으로 개편되고 제2군이 소집되자, 이것을 총괄하기 위해 편성된 최초의 방면군이었다. 11월 20일에 설립된 대본영의 직할부대가 되었다가, 1939년 9월 23일에 창설된 상급부대인 지나 파견군의 전투 서열에 편입되었다. 항복할 때까지 중국의 군사 조직과 전쟁하였다.

## 지휘부

### 사령관
| # | 성명                   | 취임일           | 이임일           |
| - | ---------------------- | ---------------- | ---------------- |
| 1 | 대장 데라우치 히사이치 | 1937년 8월 26일  | 1938년 12월 9일  |
| 2 | 대장 스기야마 하지메   | 1938년 12월 9일  | 1939년 9월 12일  |
| 3 | 중장 다다 하야오       | 1939년 9월 12일  | 1941년 7월 7일   |
| 4 | 대장 오카무라 야스지   | 1941년 7월 7일   | 1944년 8월 25일  |
| 5 | 대장 오카베 나오자부로 | 1944년 8월 25일  | 1944년 11월 22일 |
| 6 | 중장 시모무라 사다무   | 1944년 11월 22일 | 종전             |
| 7 | 중장 네모토 히로시     | 1945년 8月19일   | 재향             |

### 참모장
| # | 성명                   | 취임일           | 이임일           |
| - | ---------------------- | ---------------- | ---------------- |
| 1 | 소장 오카베 나오자부로 | 1937년 8월 26일  | 1938년 7월 15일  |
| 2 | 중장 야마시타 도모유키 | 1938년 7월 15일  | 1939년 9월 23일  |
| 3 | 소장 가사하라 유키오   | 1939년 9월 23일  | 1941년 3月1일    |
| 4 | 중장 다나베 모리타케   | 1941년 3월 1일   | 1941년 11월 6일  |
| 5 | 중장 아다치 하타조     | 1941년 11월 6일  | 1942년 11월 9일  |
| 6 | 중장 오키도 산지       | 1942년 11월 9일  | 1944년 10월 14일 |
| 7 | 중장 다카하시 가쿠     | 1944년 10월 14일 | 종전             |

### 참모부장
| # | 성명                     | 취임일          | 이임일          |
| - | ------------------------ | --------------- | --------------- |
| 1 | 소장 가와베 마사카즈     | 1937년 8월 26일 | 1938년 4월 14일 |
| 2 | 소장 마치지리 가즈모토   | 1938년 4월 14일 | 1938년 7월 7일  |
| 3 | 대좌 무토 아키라         | 1938년 7월 7일  | 1939년 9월 30일 |
| 4 | 소장 히라타 마사치카     | 1939년 9월 30일 | 1941년 3월 1일  |
| 5 | 대좌 아리스에 세이조     | 1941년 3월 1일  | 1942년 7월 1일  |
| 6 | 소장 나카니시 사다요시   | 1942년 7월 1일  | 1944년 3월 1일  |
| 7 | 대좌 도쿠나가 시카노스케 | 1944년 3월 1일  | 1945ㅍ2월 1일   |
| 8 | 소장 오카다 주이치       | 1945년 2월 1일  | 1945년 8월 12일 |
| 9 | 소장 와타나베 와타루     | 1945년 8월 12일 | 종전            |

## 전투 서열
| - 제1군 - 제6사단 - 제14사단 - 제20사단 - 야전포병 제1여단 - 제2군 - 제10사단 - 제16사단 - 제108사단 - 제5사단 - 제109사단 - 지나 주둔 혼성여단 - 임시항공사단 | - 제1군 - 제6사단 - 제14사단 - 제20사단 - 제2군 - 제32사단 - 독립 혼성 제5여단 - 독립 혼성 제6여단 - 독립 보병 제10여단 - 주몽군 - 제26사단 - 기병집단 - 독립 혼성 제2여단 - 제5사단 - 제109사단 - 독립 혼성 제1여단 - 독립 혼성 제7여단 - 독립 혼성 제8여단 - 독립 혼성 제9여단 - 독립 혼성 제1여단 - 독립 혼성 제15여단 | - 제1군 - 제12군 - 전차 제3사단 - 제43군 - 주몽군 - 독립 혼성 제1여단 - 독립 혼성 제8여단 - 독립 보병 제2여단 - 제3독립경비대 - 제7독립경비대 - 북지나 특별경비대 방공부대 - 고사 제15연대 - 지덴 이헤이 대좌 - 야전고사포 제74대대 - 야전고사포 제86대대 - 다니와키 소좌 수송근무부대 - 제1수로보급대 - 제23야전근무대 - 제26야전근무대 병참병원 - 제151병참병원 - 제152병참병원 - 제153병참병원 (톈진) - 기무라 도라지로 군의 소장 - 제154병참병원 (베이다이허) - 제161병참병원 (스먼) - 제187병참병원 (바오딩) - 제188병참병원 보급창 - 제20병참병마창 - 고바야시 미키오 군의중좌 - 북지나 병마방역창 - 북지나 야전 병기창 - 호시노 히데토시 대좌 - 북지나 야전 자동차창 - 북지나 야전 화물창 - 북지나 야전 보충마창 기타 직할부대 - 전신 제29연대 - 가타야마 고이치 중좌 - 북지나 파견 헌병대 - 북지나 교화대 - 북지나 야전작정대(우물) - 스즈키 이치마쓰 소좌 - 북지나 방역급수부 - 보병 하사관 후보자대 - 요시오카 요리카쓰 대좌 - 경리부 하사관 후보자 교육부 - 위생부 하사관 후보자 교육부 - 부의부 하사관 후보자 교육부 - 베이징 육군 병사부 |

## 같이 보기
- 지나 파견군
- 중지나 방면군
- 남지나 방면군

## 참고
- Dorn, Frank (1974). 《The Sino-Japanese War, 1937–41: From Marco Polo Bridge to Pearl Harbor》 (영어). MacMillan. ISBN 0-02-532200-1.
- Madej, Victor (1981). 《Japanese Armed Forces Order of Battle, 1937–1945》 (영어). Game Publishing Company. ASIN B000L4CYWW.